# M – Eine Stadt sucht einen Mörder (Fernsehserie)
M – Eine Stadt sucht einen Mörder ist eine sechsteilige österreichische Miniserie von David Schalko, der gemeinsam mit seiner Frau Evi Romen auch für das Drehbuch verantwortlich zeichnete. Die Serie basiert auf dem Film M von Fritz Lang aus dem Jahr 1931, wobei die Handlung ins Wien des Jahres 2018 versetzt wurde. Die Rolle des Ermittlers, im Original gespielt von Otto Wernicke, übernahm Sarah Viktoria Frick. Zur weiteren Besetzung zählen u. a. Lars Eidinger, Verena Altenberger, Sophie Rois, Moritz Bleibtreu, Udo Kier und Bela B.

## Handlung
Die Serie spielt im schneebedeckten Wien, in dem nach und nach immer mehr Kinder spurlos verschwinden. Ihre Leichen werden erst später gefunden. Die Polizei ist ratlos, opportunistische Politiker schieben sich gegenseitig die Schuld zu. Der ehrgeizige Innenminister beginnt, die Mordserie für seine eigenen politischen Zwecke zu nutzen. Boulevardmedien heizen die Stimmung zusätzlich an, Fake News werden verbreitet, Leute werden willkürlich verhaftet.
In der Bevölkerung beginnt es zu rumoren. Mit zunehmender Anspannung der Situation wird jeder verdächtigt. Die Unterwelt übernimmt die Aufgabe der Polizei und begibt sich selbst auf die Suche nach dem Kindermörder, damit alle anderen ihren unsauberen Geschäfte ungestört weiter nachgehen können.
Nach der Ermordung des kleinen Tamasz verhängt der Minister eine Ausgangssperre, die von der Bevölkerung widerstandslos hingenommen wird. Die Wilde, Anführerin der Unterwelt, ködert den Mörder M mit dem Kind von rumänischen Bettlern. Gemeinsam treiben sie ihn in die Wiener Kanalisation, wo sie zu Gericht über ihn sitzen. M wird schließlich der Polizei übergeben.

## Produktion und Hintergrund
Die Dreharbeiten fanden vom 15. Jänner bis zum 20. April 2018 in Wien und Umgebung statt. Unterstützt wurde die Produktion vom Filmfonds Wien und dem Fernsehfonds Austria, beteiligt waren auch der Österreichische Rundfunk und RTL+. Produziert wurde die Serie von der österreichischen Superfilm. Insgesamt wurden rund 130 Sprechrollen besetzt.
Nachdem nicht genügend Schnee für die Szenen im schneebedeckten Wien gelegen war, kamen etwa 450 Tonnen künstlicher Schnee und Schneekanonen zum Einsatz. Mit Lastkraftwägen wurde rund 1400 Kubikmeter Schnee von Lackenhof nach Wien transportiert.
Für den Schnitt zeichnete Christoph Brunner verantwortlich, für das Kostümbild Alfred Mayerhofer, für das Szenenbild Hubert Klausner und Hannes Salat, für den Ton Odo Grötschnig und für das Maskenbild Sam Dopona. Das Budget betrug 6,2 Millionen Euro.

## Veröffentlichung
Die Premiere fand am 12. Februar 2019 statt im Rahmen der Reihe Berlinale Series in der Sektion Berlinale Special auf der 69. Berlinale. Im ORF eins wurde die Serie jeweils in Doppelfolgen am 17., 20. und 22. Februar 2019 erstmals ausgestrahlt.
Ab dem 23. Februar 2019 war die Serie auf der Streamingseite RTL+ online verfügbar. Am 1. März 2019 wurde die Serie auf DVD und Blu-ray Disc veröffentlicht.
Die Erstausstrahlung im deutschen Free-TV erfolgt am 25. November 2024 auf 3sat.

## Musik
- Edvard Grieg: In der Halle des Bergkönigs aus der Peer-Gynt-Suite No. 1[13]
- David Lynch: Cold Wind Blowin
- Dorit Chrysler: Animoso
- Ajax: Jumpin
- Krzysztof Komeda feat. Christiane Legrand: Le Départ
- The Shangri-Las: Past, Present and Future

## Rezeption

### Kritiken
Hanns-Georg Rodek urteilte in der Tageszeitung Die Welt, dass Schalkos Berlinale-Beitrag weit mehr als das Remake des Klassikers mit Peter Lorre sei, es sei „der Film zur Lage der Nation“: „Maringers Minister vereint die Jugendhaftigkeit des aktuellen österreichischen Kanzlers, die demagogische Argumentation von dessen Innenminister – und die Abgeschlecktheit eines Managers, der ein Land wie einen Konzern zu führen trachtet. [...] Den Klassiker ‚M – Eine Stadt sucht einen Mörder‘ wiederzuverfilmen, ist eigentlich ein Sakrileg. Aber David Schalko ist das Unmögliche gelungen. Der Film erzählt auf geniale Weise vom Rechtspopulismus.“
Die Tageszeitung Die Presse befand, dass das Entsetzen über die Kindermorde gerade nach den gehäuften Frauenmorden seit Jahresbeginn nachvollziehbar wirke: „Langs Originalgeschichte wurde um die Flüchtlingsthematik erweitert. Und der Innenminister, obwohl lange vor der Angelobung der türkis-blauen Regierung mit Dominik Maringer besetzt, hat erstaunliche Ähnlichkeit mit Europaminister Gernot Blümel.“
Tilmann P. Gangloff meinte auf tittelbach.tv, dass das größte Manko die sprunghafte Erzählweise sei. Dadurch käme Spannung im Sinne von Nervenkitzel erst im letzten Akt auf, als die Verbrecher den Mörder in die Kanalisation hetzen. Viele Figuren seien bemüht rätselhaft oder wirkten durch ihre übertriebene Darstellung wie Karikaturen.
Stefan Grissemann schrieb in der Zeitschrift Profil, dass Kameramann Martin Gschlacht starke Bilder schaffe, während die Story im Anekdotischen zu zerfasern drohe und es Grusel- und Figurenklischees hagele: „Man kann diese Erzählung aus gutem Grund atmosphärisch nennen, spannend ist sie nicht.“
Tobias Sedlmaier bezeichnete die Serie in der Neuen Zürcher Zeitung als „politisch oberlehrerhaft“, die Darstellung der Regierungskoalition wirke genauso plump wie ihre Gegner sie gerne schelten. Die Serie sei „ästhetisch brillant“, zerfasere aber auf dramaturgischer Ebene. Dennoch würde sie sich in die Riege der ambitionierten deutschsprachigen Serienproduktionen wie Dark oder Babylon Berlin einreihen.
„Feschismus, Fake-News, Flüchtlingspolitik: Autor und Regisseur Schalko baut daraus eine Mörderjagd, die sich nicht den Regeln des aktuellen Serienfernsehens unterwirft. Sozialer Realismus interessiert ihn so wenig wie psychologisches Identifikationspotenzial. Selbst die Opfer-Eltern wirken in ihrer Trauer egoistisch motiviert. Ein Land frisst seine Kinder....Absolut sehenswert.“ – Der Spiegel | Christian Buß
„Hätten Elfriede Jelinek und Thomas Bernhard je zusammen eine Fernsehserie drehen wollen, sie hätte ähnlich ausfallen können. Schalko gelingt ein von seinem Ensemble getragenes, von dem Willen zum Gegenwartskommentar und einem ausgeprägten Formwillen bestimmtes Zeitstück.“ – FAZ | Ursula Scheer
„Ein manipulatives Rauschen der Bilder und Botschaften, das lang nicht so gruseln macht – und doch viel gefährlicher ist, als das Pfeifen in der leeren Gasse.“ – Der Tagesspiegel | Gunda Bartels

### Einschaltquoten
| Folge | Erstausstrahlung Österreich (ORF) | Zuschauer Österreich |
| ----- | --------------------------------- | -------------------- |
| 1     | 17. Februar 2019                  | 652.000              |
| 2     | 17. Februar 2019                  | 622.000              |
| 3     | 20. Februar 2019                  | 371.000              |
| 4     | 20. Februar 2019                  | 375.000              |
| 5     | 22. Februar 2019                  | 377.000              |
| 6     | 22. Februar 2019                  | 411.000              |

## Auszeichnungen und Nominierungen (Auswahl)
Romyverleihung 2019
- Auszeichnung in der Kategorie Beste Bildgestaltung TV-Fiction (Martin Gschlacht)[21][22]

Deutscher Schauspielpreis 2019
- Nominierung in der Kategorie Starker Auftritt (Gerhard Liebmann)

Quotenmeter.de-Fernsehpreis 2019
- Nominierung in der Kategorie Beste Serie oder Reihe[24]

Grimme-Preis 2020
- Nominierung in der Kategorie Serien[25]